# 古豪
| ウィキペディアには「古豪」という見出しの百科事典記事はありません（タイトルに「古豪」を含むページの一覧/「古豪」で始まるページの一覧）。 代わりにウィクショナリーのページ「古豪」が役に立つかもしれません。 |